# Bertold z Valdštejna
Bertold z Valdštejna (německy Berthold von Waldstein (1604 - 16. listopadu 1632 v bitvě u Lützenu) byl český šlechtic z lomnické linie rodu Valdštejnů.

## Život
Narodil se jako syn hraběte Adama z Valdštejna a jeho první manželky Alžběty Brtnické z Valdštejna z brtnické rodové linie.
Bertold si zvolil vojenské řemeslo. Bojoval na straně císařského vojska pod velením svého příbuzného Albrechta z Valdštejna v bitvě u Lützenu 6. listopadu 1632. Padl v boji v bitvě, v níž zemřel také švédský král Gustav Adolf.
Na zámku v Duchcově se dochoval Bertoldův portrét ve vojenské zbroji a s latinským nápisem:
BERTHOLDq / S: R: IMP: COMES / DE WALDSTEIN, GE=/=MINARUM  LEGIONUM / PEDESTRIS UNIUS AL/=TERIUS EQUESTRIS / CAESAREq CHILIARCHA / OCCUBUIT  AD  LUTZAM / 6. NOVEMBER: An: 1632.